# Punta Agrimbau
Punta Agrimbau (spanisch) ist eine Landspitze im Nordosten der Brabant-Insel im Palmer-Archipel westlich der Antarktischen Halbinsel. Sie liegt auf der Nordseite der Albena-Halbinsel und ragt östlich der Sumer-Passage in die Gerlache-Straße hinein.
Argentinische Wissenschaftler benannten sie nach Miguel Agrimbau, der 1933 und 1935 in diesem Gebiet hydrographische Vermessungen durchgeführt hatte.